# Rock Demers
Pour les articles homonymes, voir Demers.
Rock Demers est un producteur, acteur et scénariste québécois né le 11 décembre 1933, à Sainte-Cécile-de-Lévrard, dans la région du Centre-du-Québec, dans la province de Québec et mort à Montréal le 17 août 2021.

## Biographie
Après des études en pédagogie et en techniques audiovisuelles, il décide de se diriger vers le cinéma et travaille à la mise en marché pour Art films. En 1963, en compagnie de Guy L. Coté et de huit autres intervenants du milieu du cinéma, il participe à la fondation de ce qui deviendra la Cinémathèque québécoise. Il se joint aussi à l'équipe du Festival international du film de Montréal et y ajoute une section pour les enfants. En 1965, cet ardent défenseur d'un cinéma de qualité pour les plus jeunes se lance dans la distribution de films pour enfants en fondant la compagnie les Films Faroun. Par la suite, fut fondé le Club Faroun. Faroun Films sera vendu en 1973 à Serge Ethier fondateur de Distribution Kinéma Ltée et de Soquema (Société Québécoise de Cinéma.) En plus d'être très actif dans ce domaine, il entreprend une carrière en production avec le film Le Martien de Noël, un film pour enfants tourné par Bernard Gosselin et présenté en 1971.
C'est en 1980 que le grand coup est donné lorsqu'il fonde la société Les Productions La Fête et amorce la production d'une série de films pour les jeunes : les Contes pour tous. Le premier film de la série, La Guerre des tuques, réalisé par André Melançon connait un succès incontestable. Il en sera de même pour plusieurs des films qui suivent, dont Opération beurre de pinottes, Bach et Bottine, La Grenouille et la Baleine. La série qui devait se terminer après huit films se poursuit donc alors que, trente ans après son coup d'envoi, un vingt-quatrième conte pour tous, La Gang des hors-la-loi, est lancé en 2014.
Les productions de Demers ne se limitent pas aux films pour jeunes. Il a notamment produit les documentaires Pourquoi Havel , sur l'écrivain et homme politique Václav Havel et Gladys, portrait d'une femme plus que centenaire. Ces deux films sont réalisés par Vojtěch Jasný. Demers produit aussi les films de fiction La Vie d'un hérosde Micheline Lanctôt et Le Silence des fusils, dernier film d'Arthur Lamothe.
Son œuvre a reçu 160 prix et mentions dans le monde et Demers est lui-même récipiendaire de multiples reconnaissances dont le prix Albert-Tessier décerné par le gouvernement du Québec , le prix François-Truffaut du festival du film de Giffoni et le titre d'Officier de l'Ordre du Canada. Le 22 février 2008, il est promu au rang de Compagnon de l'Ordre du Canada.
En 2014, il se lie d'amitié avec le jeune bédéiste et cinéaste Luca Jalbert de Lévis. Le jeune artiste considère alors le producteur comme son mentor. En 2018, Demers accepte de se laisser caricaturer par Luca Jalbert  afin d'apparaître le temps de quelques cases du 6e tome de la série Les aventures de Fonck et Ponck intitulé La tour du diable, aux côtés de son acolyte André Melançon. La série qui fête alors ses 20 ans s'offre la tête d'une douzaine de personnalités artistiques en les impliquant dans l'intrigue ou en leur faisant un simple clin d'oeil.
Son décès est annoncé par sa famille le 17 août 2021. Il avait 87 ans.

## Filmographie

### Comme producteur
- 1970 : Le Martien de Noël
- 1984 : La Guerre des tuques
- 1985 : Opération beurre de pinottes (The Peanut Butter Solution)
- 1986 : Bach et Bottine (Bach And Broccoli)
- 1987 : La Grenouille et la Baleine (Tadpole And The Whale)
- 1987 : The Great Land of Small
- 1987 : Le Jeune Magicien (Cudowne dziecko, The Young Magician)
- 1988 : Les Aventuriers du timbre perdu (Tommy Tricker and the Stamp Traveller)
- 1989 : Bye bye chaperon rouge (Bye Bye Red Riding Hood)
- 1990 : Pas de répit pour Mélanie (The Case Of The Witch Who Wasn't)
- 1990 : Danger pleine-lune (Motýlí cas, The Flying Sneaker)
- 1990 : La Championne (Campioana, Reach For The Sky)
- 1991 : El Verano del potro (Fierro, l'été des secrets, Summer Of The Colt)
- 1991 : Vincent et moi (Vincent And Me)
- 1992 : Tirelire, combines et cie
- 1994 : La Vie d'un héros
- 1994 : The Return of Tommy Tricker (Le retour des aventuriers du timbre perdu)
- 1994 : The Making of a Leader (1919-1968) (TV)
- 1996 : Terre d'espoir
- 1996 : Le Silence des fusils
- 1997 : Dancing on the Moon (Viens danser sur la lune)
- 1998 : Hathi
- 1999 : Gladys
- 2000 : Bas Yaari Rakho
- 2001 : La Forteresse suspendue
- 2001 : Régina
- 2002 : L'Extraordinaire Destin de Madame Brouette
- 2003 : Summer with the Ghosts
- 2004 : Daniel and the Superdogs
- 2009 : Un cargo pour l'Afrique
- 2014 : La Gang des hors-la-loi

### Comme acteur
- 1983 : Maria Chapdelaine : homme au cheval
- 1986 : Bach et Bottine : membre du jury
- 1988 : Les Aventuriers du timbre perdu : homme plongeant dans la fontaine
- 1990 : Pas de répit pour Mélanie : monsieur en chaise roulante
- 1992 : Tirelire, combines et cie : homme trempé

### Comme scénariste
- 1990 : La Championne

## Commentaires
Le film de 1968 de Břetislav Pojar Fanfarón, malý klaun (Faroun, le petit clown) est inspiré d'un conte de Rock Demers.

## Récompenses et Nominations
- 2003 - Prix Jutra-Hommage